# والتر موريس
والتر موريس (بالإنجليزية: Walter Morris)‏ هو لاعب كرة قاعدة أمريكي، ولد في 31 يناير 1880 في روكوول في الولايات المتحدة، وتوفي في 2 أغسطس 1961 في دالاس في الولايات المتحدة.

## وصلات خارجية
- والتر موريس على موقعبيزبول رفرنس.كوم (الدوري الرئيسي) (الإنجليزية)
- والتر موريس على موقعبيزبول رفرنس.كوم (الدوري الثانوي) (الإنجليزية)